# Плащ Казановы
«Плащ Казановы» (итал. Mantello di Casanova) — российско-итальянский художественный фильм, снятый режиссёром Александром Галиным по собственному сценарию в 1993 году.
Картина, рассказывающая о поездке группы российских туристов в Италию и первоначально имевшая название «Делегация» (итал. La delegazione), получила ряд наград на кинофестивалях.
Премьера состоялась 29 апреля 1994 года в Риме, а на телевидении — 1 января 1995 года на TV-6 Москва.

## Сюжет
Основная часть действия происходит в зимней Венеции. Там в респектабельном отеле размещаются представительницы российской делегации разных профессий, которым посчастливилось получить по профсоюзной линии путёвки в Италию.
Пока туристы распаковывают чемоданы, изучают местные телеканалы и обсуждают, какие подарки купить близким, переводчица группы — искусствовед Хлоя (Инна Чурикова) — отправляется бродить по вечернему городу. Античное имя женщина получила в тюремной больнице, где рожала её мать. В тот же день там родился мальчик, которого нарекли Дафнисом.
Потрясение от знакомства с Венецией для Хлои столь велико, что она готова благодарить стены и камни этого города за то, что они дождались встречи с нею. Возвращаясь поздно ночью в отель, женщина сталкивается на лестнице с Лоренцо (Лука Барбарески). Симпатичный молодой мужчина первым завязывает разговор, предлагая Хлое показать Венецию и продолжить общение утром в кафе. Принимая ухаживания незнакомца, она пытается угадать, кто он — поэт или художник? Хлоя и не подозревает, что Лоренцо — гостиничный альфонс, специализирующийся на обольщении богатых путешественниц. В то же время и он не догадывается, что элегантная дама, поселившаяся в дорогом отеле, — не богатая американка, а скромный искусствовед из России, не имеющая ничего, кроме минимальных суточных.
На родину члены туристической группы возвращаются, нагружённые коробками и чемоданами с покупками. Лишь Хлоя идёт к дому с дамской сумочкой и небольшим пакетом. В нём кисточка для художника и венецианская маска — подарки другу Дафнису (Андрей Смирнов).

## История создания
Сюжет фильма был придуман Александром Галиным после встречи с итальянскими артистами, побывавшими в начале 1990-х годов в театре Олега Табакова «Табакерка». Актёр Лука Барбарески предложил написать сценарий непосредственно для него, а после знакомства с драматическим материалом нашёл деньги на постановку.
Роль Хлои изначально писалась для Инны Чуриковой — режиссёр хорошо знал эту актрису по совместной работе над спектаклем «…Sorry». Поскольку отменить работу в театре было невозможно, Чурикова летала в Венецию в паузах между спектаклями. До начала съёмок актриса не знала ни одного слова по-итальянски. В течение нескольких месяцев она выучила язык так, что в фильме говорит «на хорошем итальянском, с правильной интонацией». Картина была снята достаточно быстро — на неё вместе с подготовительным и репетиционным периодом ушли три недели.

## Отзывы и рецензии
По мнению рецензента Сергея Кудрявцева, «Плащ Казановы» относится к числу «недооценённых» картин российского кинематографа. В Хлое, не вписывающейся в привычные схемы, Кудрявцев видит одновременно «белую ворону», не вписывающуюся в привычные рамки коллектива, и героиню венецианского карнавала, которую мошенник не сумел разгадать. Отметив, что эпизод возвращения Хлои домой относится к числу лучших сцен ленты, киновед назвал фильм Александра Галина «своеобразным вариантом „Ностальгии“ Андрея Тарковского». Сравнение идёт по линии противопоставления «искусства и жизни, цивилизации и естественного существования, последствий и истоков».
О возвращении Хлои как о преодолении искушения упоминает и один из авторов «Новейшей истории отечественного кино» Елена Горфинкель. Финал картины балансирует «между бытовой развязкой и выспренным судьбоносным разрешением», констатирует киновед.

В «Плаще Казановы» <…> режиссёры уже эксплуатируют непредсказуемость внутренних переливов актрисы, тему необоснованных надежд, нездоровый оптимизм и наивность, граничащие с инфантилизмом. Но актриса тем не менее выжигает в зрителе эмоцию: смех и слёзы. — Лариса Малюкова

## В фильме снимались
| Актёр             | Роль                                                                      |
| ----------------- | ------------------------------------------------------------------------- |
| Инна Чурикова     | Хлоя искусствовед                                                         |
| Лука Барбарески   | Лоренцо гостиничный альфонс                                               |
| Екатерина Граббе  | Клава Воронцова водолаз Волжского пароходства                             |
| Елена Майорова    | Валя парикмахер, победительница конкурса парикмахерского искусства        |
| Тамара Котикова   | Нина Михайловна партийная работница, сопровождающая профсоюзную делегацию |
| Татьяна Гальченко | Маша победительница конкурса красоты "Мисс Саратов"                       |
| Андрей Смирнов    | Дафнис художник, друг Хлои                                                |
| Сергей Гармаш     | муж Клавы                                                                 |

## Создатели фильма
- Александр Галин — режиссёр
- Александр Галин — автор сценария
- Михаил Агранович — оператор
- Риккардо Кабалла — композитор
- Энрико Луцци, Нина Закирова, Наталья Монева — художники
- Лука Барбарески, Сергей Баев — продюсеры
- Ян Потоцкий — звукорежиссёр

## Награды и фестивали
- Приз кинопрессы (1993) лучшей актрисе года (Инна Чурикова)[6]
- Международный кинофестиваль в Виареджо (1993) — специальный приз (Александр Галин)
- Кинофестиваль «Кинотавр» (1994):

приз за лучшую женскую роль (Инна Чурикова)
приз президентского совета за дебют (Александр Галин)
- Премия «Ника» (1994):

приз «За лучшую работу звукорежиссёра» (Ян Потоцкий)
номинация «За лучшую работу оператора» (Михаил Агранович)
номинация «За лучшую женскую роль» (Инна Чурикова)